# Округ Пејн (Оклахома)
Округ Пејн (енгл. Payne County) је округ у америчкој савезној држави америчкој.

## Демографија
По попису из 2010. године број становника је 77.350, што је 9.16 (13,4%) становника више него 2000. године.
| Група             | 2000.          | 2010.          |
| Белци             | 56.793 (83,3%) | 61.655 (79,7%) |
| Афроамериканци    | 2.476 (3,6%)   | 2.814 (3,6%)   |
| Азијати           | 2.044 (3,0%)   | 2.688 (3,5%)   |
| Хиспаноамериканци | 1.463 (2,1%)   | 2.990 (3,9%)   |
| Укупно            | 68.190         | 77.350         |